# Список регионов Австралии
Ниже представлен список регионов Австралии, причём не следует путать его со списком штатов и территорий Австралии. Штаты и территории являются исключительно административно-территориальными образованиями, в то время как на регионы страна делится по культурным, географическим, экономическим, статистическим, метеорологическим, туристическим и другим признакам. В отдельных случаях регионы могут накладываться друг на друга.

## Несколько штатов/территорий
- Столичная страна[англ.] —  Австралийская столичная территория  Новый Южный Уэльс[1]
- Восточные штаты Австралии[англ.] —  Новый Южный Уэльс  Квинсленд  Виктория  Австралийская столичная территория, реже также  Южная Австралия и  Тасмания[2]
- Бассейн озера Эйр —  Квинсленд  Южная Австралия  Северная территория  Новый Южный Уэльс. Регион занимает около 1 200 000 км², то есть около одной шестой всего континента[3].
- Бассейн Муррей—Дарлинг[англ.] —  Новый Южный Уэльс  Австралийская столичная территория  Виктория  Квинсленд  Южная Австралия. Регион занимает 1 061 469 км², то есть около одной седьмой всего континента[4].
- Равнина Налларбор —  Южная Австралия  Западная Австралия[5]
- Аутбэк — в основном  Северная территория и  Западная Австралия, реже во всех остальных штатах и территориях страны, кроме  Австралийская столичная территория и  Тасмания[6].
- Санрейзия[англ.] —  Новый Южный Уэльс  Виктория[7]
- Страна каналов[англ.] — в основном  Квинсленд, но также в  Южная Австралия,  Северная территория и  Новый Южный Уэльс[8].

## Новый Южный Уэльс
Основная статья: Регионы Нового Южного Уэльса
См. также: География Нового Южного Уэльса
17 официальных регионов
- Голубые горы[10]
- Центральное побережье[англ.][11]
- Центральное плато[англ.][12]
- Центральный запад[англ.][13]
- Большой Западный Сидней[англ.][14]
- Дальний Запад[англ.][15]
- Хантер[англ.] (Ньюкасл)[16]
- Иллаварра[англ.] (Вуллонгонг)[17]
- Остров Лорд-Хау
- Новая Англия (Северо-западная Новая Англия)[англ.][18]
- Центрально-северное побережье[англ.][19]
- Северо-западные склоны[англ.][20]
- Северные реки[англ.][21]
- Северное плато[англ.][20][22]
- Орана[англ.][23]
- Риверина[24]
- Снежные горы[25]
- Южное побережье[англ.][26]
- Южное нагорье[англ.][27]
- Южное плато[англ.][28]
- Юго-западные склоны[англ.][28][29]

## Северная территория
Основная статья: Регионы Северной территории
См. также: География Северной территории
9 официальных регионов
- Арнем-Ленд[31]
- Плато Баркли[32]
- Центральная Австралия (Красный центр) — центром региона является город Алис-Спрингс[33].
- Катерин (Страна Большой реки)[англ.] — центром региона является город Катерин[34].
- Верхний край[англ.][35]
- Река Виктория[36]

## Квинсленд
Основная статья: Регионы Квинсленда
См. также: География Квинсленда
15 официальных регионов
- Центральный Квинсленд[англ.]
  - Побережье Козерога[англ.] (Рокгемптон)[38]
- Дарлинг-Даунс[англ.][39]
  - Гранитный пояс[англ.][40]
  - Мараноа[англ.][41]
- Дальний Север Квинсленда[42]
  - Острова Торресова пролива
  - Страна Залива[англ.] — побережье залива Карпентария[43]
- Северный Квинсленд
  - Острова Уитсанди
- Юго-восточный Квинсленд[англ.][44]
  - Конурбация Брисбен — более 3,4 млн человек
  - Конурбация Золотое побережье — около 625 тыс. человек
  - Солнечное побережье
  - Западный Моретон[англ.][45]
- Уайд-Бэй-Бёрнетт[англ.][46]
  - Южный Бёрнетт[англ.][47]
- Центрально-западный Квинсленд[англ.][48]
- Юго-западный Квинсленд[англ.][49]

## Южная Австралия
Основная статья: Регионы Южной Австралии
См. также: География Южной Австралии
15 официальных регионов
- Аделаидские равнины[51]
- Аделаидские холмы / Хребты Маунт-Лофти[англ.][52]
- Долина Баросса[53]
- Полуостров Эйр[54]
- Дальний Север[55]
- Полуостров Флёрьё[56]
- Хребты Флиндерс[57]
- Остров Кенгуру[58]
- Известняковое побережье[англ.][59]
- Центральный Север[англ.][60]
  - Долина Клэр[англ.][61]
- Муррей-Малли[англ.]
  - Муррейлендс[англ.][62]
  - Речная страна[англ.][63]
- Полуостров Йорк[64]
  - Медное побережье[англ.][65]

## Тасмания
Основная статья: Регионы Тасмании
См. также: География Тасмании
11 официальных регионов
- Центральное нагорье[англ.][67]
- Мидлендс[англ.][68]
- Западное побережье[англ.][69]
- Хобарт

## Виктория
Основная статья: Регионы Виктории
См. также: География Виктории и Округа Виктории
9 официальных регионов, по другой классификации — 5 регионов и 10 городов регионального значения
Официальные
- Юго-западный Барвон[англ.][72]
- Гиппсленд[73]
- Грампианс[англ.][74]
- Большой Мельбурн
- Хьюм[англ.][75][76]
- Лоддон-Малли[76]

Неофициальные
- Северо-центральная Виктория[англ.][77]
  - Долина Ярра[англ.][78]
  - Заливы
    - Залив Порт-Филлип
    - Полуостров Морнингтон[англ.][79]
    - Полуостров Белларин[80]
    - Залив Уэстерн-Порт[англ.][81]

  - Золотые поля[англ.][82]
- Север
  - Долина Голбёрн[англ.]
- Северо-восток
  - Альпы Виктории[англ.][83]
  - Высокие равнины Богонг[англ.]
- Гиппсленд
  - Восточный Гиппсленд[англ.][84]
    - Озёра Гиппсленд[85]

  - Западный Гиппсленд[англ.][86]
  - Южный Гиппсленд[англ.][87]
  - Центральный Гиппсленд[англ.][88]
- Западный район[англ.]
  - Центральное нагорье[англ.]
  - Пиренеи[англ.][89]
  - Национальный парк Грампианс
- Юго-запад
  - Национальный парк Грейт-Отуэй
  - Западное побережье
    - Побережье кораблекрушений[англ.]
    - Великая океанская дорога
- Северо-запад
  - Малли[англ.][90]
    - Миллева[англ.][91]

  - Виммера[англ.][92]

## Западная Австралия
Основная статья: Регионы Западной Австралии
См. также: География Западной Австралии
14 официальных регионов